# Lolita Flores
Lolita Flores (María Dolores González Flores) (* 6. Mai 1958 in Madrid) ist eine spanische Sängerin und Schauspielerin.

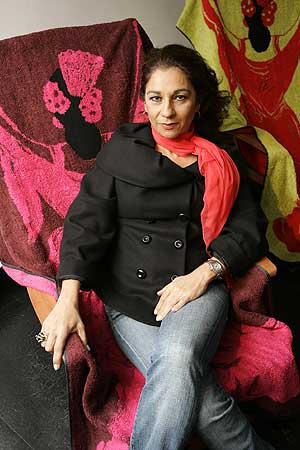
Lolita Flores

Sie ist die Tochter von Antonio González Batista ('El Pescaílla') und Lola Flores. Ihre Schwester Rosario Flores ist ebenfalls Schauspielerin. Ihr Bruder ist Antonio Flores. Lolita hat zwei Kinder mit ihrem früheren Ehemann Guillermo Furiase.
Ihr erster Hit war Amor, amor, und später ihre Alben Quién lo va a detener und Atrasar el reloj.
Sie trat in einigen Fernseh-Programmen wie Directísimo oder Hostal Royal Manzanares auf.

## Diskografie
- Amor, amor (1975)
- Quién lo va a detener (1995)
- Canciones Favoritas (1996)
- Atrasar el reloj (1997)
- Lola, Lolita, Dolores (2002)
- Si la vida son 2 días (2004)
- Y ahora Lola. Un regalo a mi madre (2005)
- Sigue caminando (2007)
- De Lolita a Lola (2010) – CD+DVD

## Filmografie
- Rencor (2002), Goya für den besten Newcomer
- Fuerte Apache (2006)